# 17036 Круглий
17036 Кру́глий (17036 Krugly) — астероїд головного поясу, відкритий 22 березня 1999 року.
Тіссеранів параметр щодо Юпітера — 3,445.
Астероїд названо на честь українського астронома Юрія Миколайовича Круглого, який досліджує астероїди в Харківській обсерваторії. У номінації найменування відзначено, що Юрій Круглий «здійснив фотометричне спостереження понад 100 навколоземних астероїдів і разом з П. Правецем виявив і дослідив кілька подвійних систем».